# 鄧迪 (印第安納州)
鄧迪（英語：Dundee）是位於美國印地安納州麥迪遜縣的一個非建制地區。該地的面積和人口皆未知。